# Tres Pagodas
Las Tres Pagodas del Templo Chongsheng (en chino: 崇圣寺三塔, romanizado: Chóngshèng Sì Sāntǎ) son un conjunto de tres pagodas independientes dispuestas en los vértices de un triángulo equilátero cerca del casco antiguo de Dali, provincia de Yunnan, China. Las Tres Pagodas datan de la época del Reino de Nanzhao y del Reino de Dali (siglos ix y x) y están situadas aproximadamente a 1.5 kilómetros al norte del casco antiguo de Dali. Se encuentran en la ladera este de la décima cumbre de las imponentes montañas Cangshan, frente a la costa oeste del lago Erhai.

## Descripción

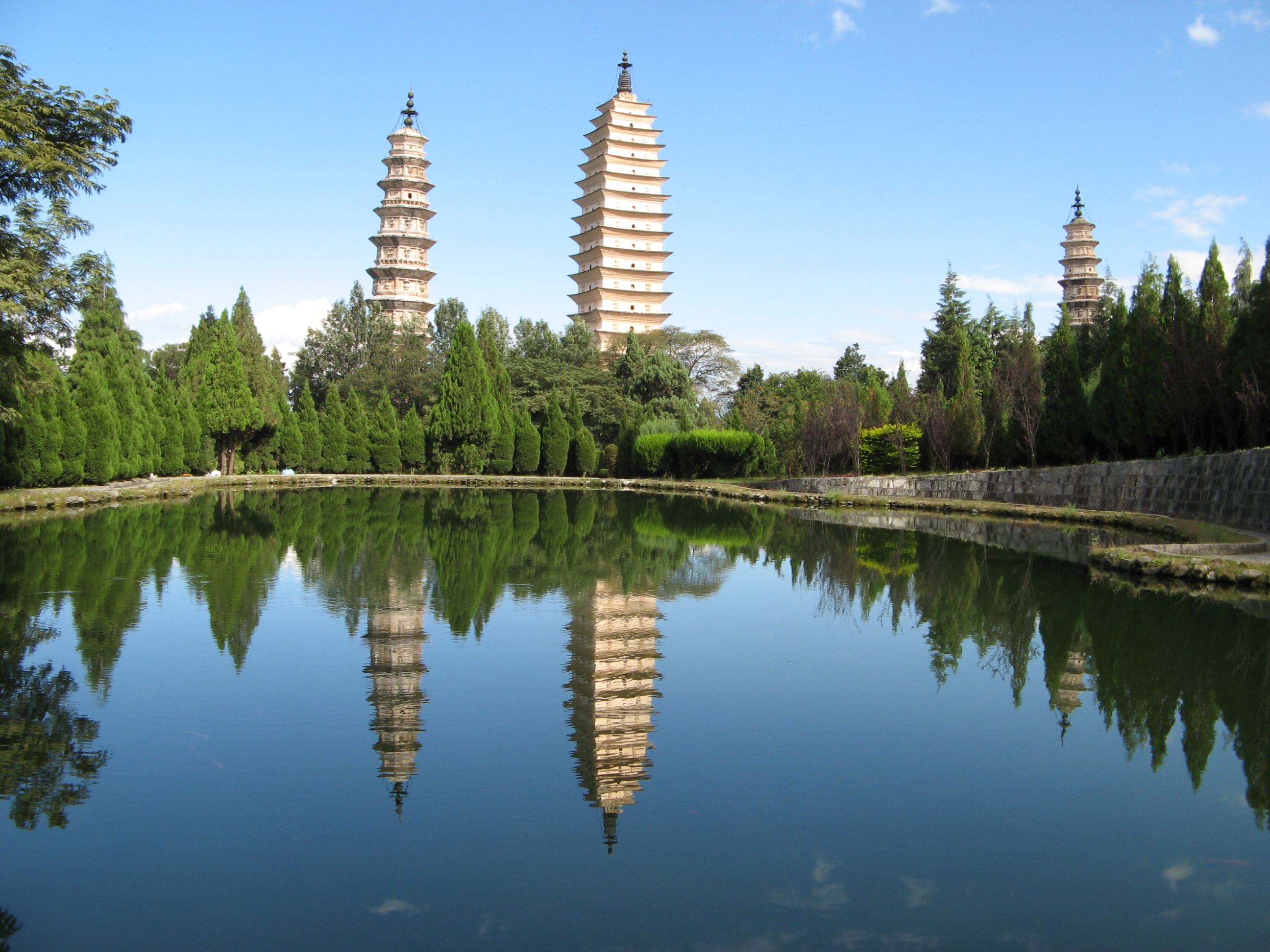
La piscina reflectante con la imagen de las Tres Pagodas.

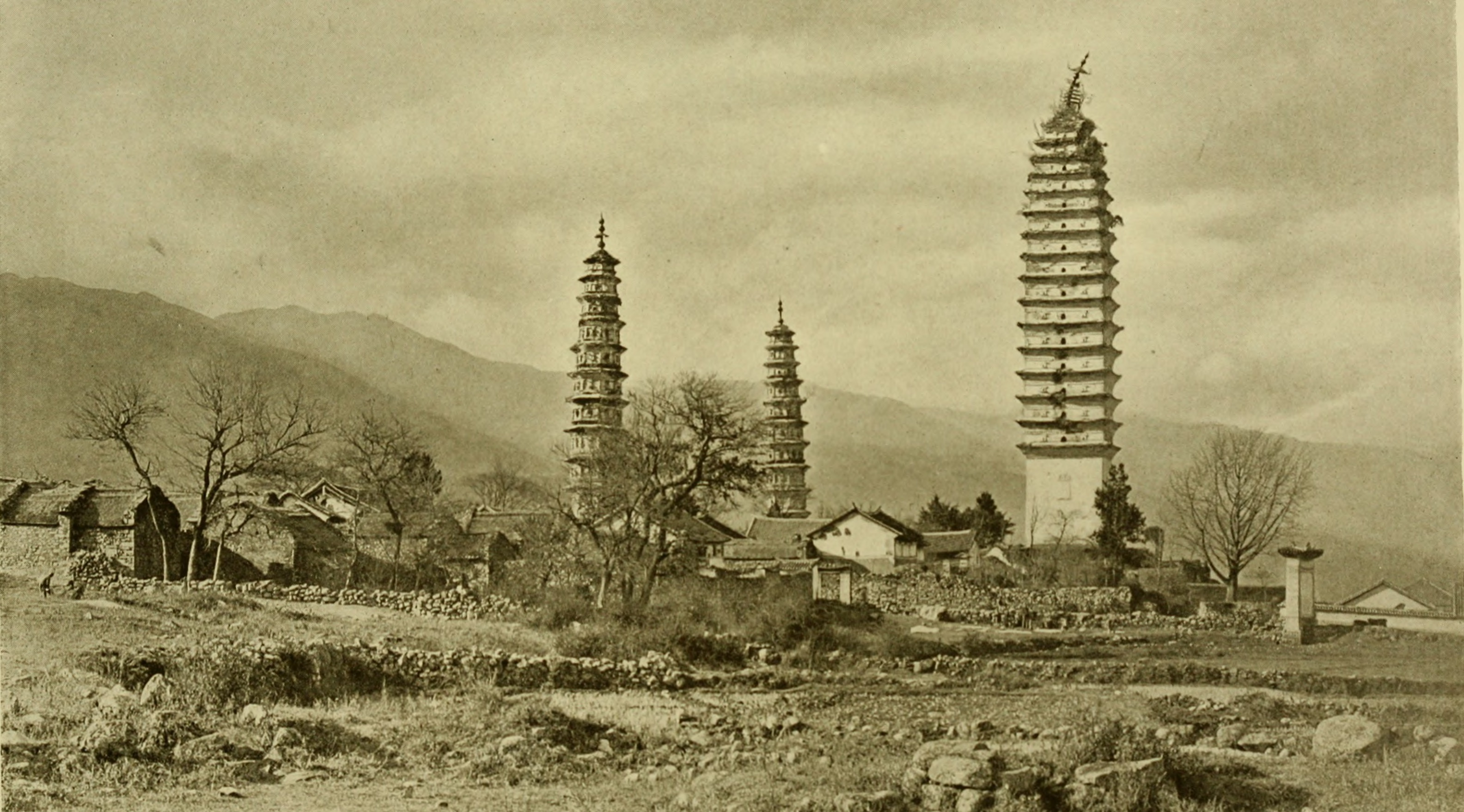
Las Tres Pagodas en 1918.

Las Tres Pagodas están construidas con ladrillos y revestidas con barro blanco. Como sugiere su nombre, las Tres Pagodas están compuestas por tres pagodas independientes que forman un triángulo equilátero. Su estilo elegante, equilibrado y majestuoso es único en la arquitectura budista antigua de China, lo que las convierte en una visita obligada en Dali. Las Tres Pagodas, visibles desde kilómetros de distancia, son un monumento de Dali y han sido elegidas como un tesoro nacional de China que merece ser conservado.
La pagoda principal, conocida como Pagoda Qianxun (en chino: 千寻塔, romanizado: Qiānxún Tǎ), fue construida entre el 823 y el 840 d. C. por el rey Quan Fengyou del Reino de Nanzhao. Con sus 69.6 metros de altura, es una de las pagodas más altas construidas en la historia de China. Tiene una planta cuadrada y consta de dieciséis pisos, cada uno de los cuales tiene varios niveles de aleros orientados hacia arriba. En todas las plantas, hay un santuario tallado en el centro de cada una de las cuatro fachadas que contiene una estatua de mármol blanco de un Buda sentado. El cuerpo de la pagoda está hueco desde la primera hasta la octava planta, rodeado por muros de 3.3 metros de grosor. En 1978, durante una restauración, se encontraron más de setecientas antigüedades budistas en el interior de la pagoda, incluidas esculturas de oro, plata, madera o cristal y documentos. Se cree que los diseñadores de la pagoda procedían de Chang'an (la actual Xi'an), capital de la dinastía Tang en esa época, ciudad donde se encuentra otra pagoda, la Pequeña Pagoda del Ganso Salvaje, que tiene un estilo similar pero es unos cien años más antigua.
Las otras dos pagodas, construidas unos cien años después, se elevan al noroeste y al suroeste de la Pagoda Qianxun y tienen 42.2 metros de altura. A diferencia de la Pagoda Qianxun, son sólidas y octogonales y tienen diez plantas. El centro de cada lado de todas las plantas está decorado con un santuario que contiene una estatua de Buda. Detrás de las pagodas hay un lago, llamado «piscina reflectante» porque es capaz de reflejar imágenes de las Tres Pagodas.

## Historia

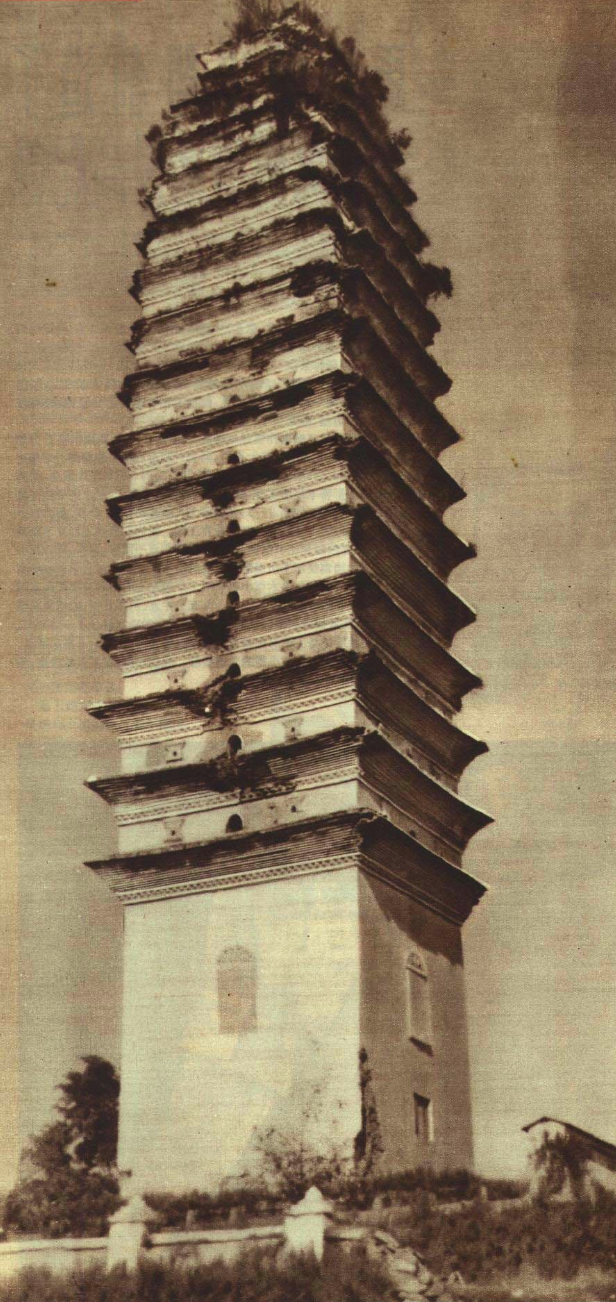
La Pagoda Chongsheng en 1952.

Las Tres Pagodas fueron construidas originalmente por motivos de buen agüero. Según las leyendas locales, Dali era antiguamente un pantano habitado por crías de dragones antes de que llegaran los seres humanos. Como los dragones, que se creía que provocaban deliberadamente desastres naturales para ahuyentar a los intrusos humanos, veneraban a las pagodas, se construyeron las Tres Pagodas para disuadir a los dragones.
Las Tres Pagodas son célebres por su resiliencia, ya que han soportado varias catástrofes, tanto naturales como provocadas por el hombre, durante más de mil años. Su edificio matriz era conocido como el Templo Chongsheng y fue el templo real del Reino de Dali. Fue construido originalmente al mismo tiempo que la pagoda central, pero fue destruido en un incendio durante el reinado de la dinastía Qing. El templo fue reconstruido posteriormente en 2005. Según la leyenda, la Pagoda Qianxun se partió en un terremoto el 6 de mayo de 1515 (dinastía Ming), pero se recuperó milagrosamente diez días después en una réplica. El terremoto severo más reciente registrado en la zona de Dali se produjo en 1925. Solo sobrevivió uno de cada cien edificios de Dali, pero las Tres Pagodas no sufrieron ningún daño.
La Pagoda Qianxun fue construida en la segunda mitad del siglo ix (después de la era Kaicheng, 836–840). En 1979, durante unas reparaciones, se encontraron en la parte inferior del chapitel tres placas de cobre en las que estaban registrados los años exactos de reparaciones previas, 1000, 1142 y 1145.